# Norman Brookes

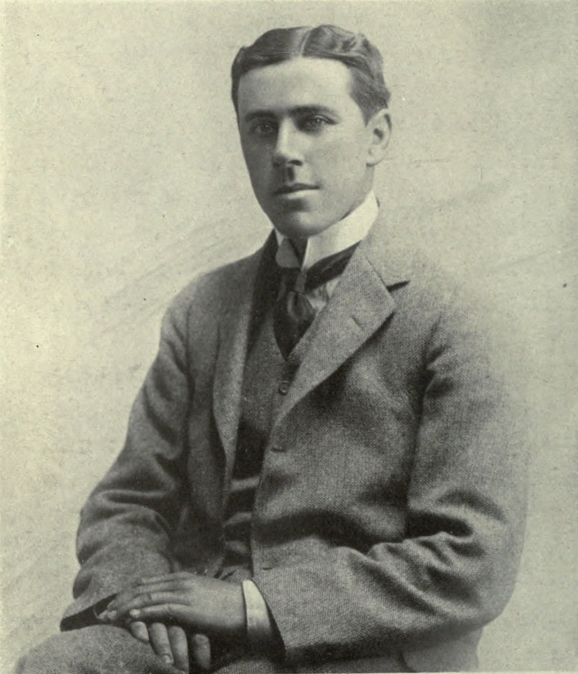
Brookes (ca. 1912)

Sir Norman Brookes, KBE (* 14. November 1877 in Melbourne; † 28. September 1968 ebenda) war ein australischer Tennisspieler.
Seine größten Erfolge waren die drei Siege im Herreneinzel 1907 und 1914 in Wimbledon und 1911 die Australasian Championships. Er war somit der erste Wimbledon-Sieger, der kein Brite war. Der zweite Sieg gelang dem Linkshänder nach siebenjähriger Abwesenheit von diesem Turnier. Außerdem gewann er mit seinem Landsmann Gerald Patterson 1919 die US Open im Doppel.
In Wimbledon erreichte er zudem 1905 und 1919 das Finale im Einzel, wo er Laurence Doherty bzw. Gerald Patterson unterlag.
Fünfundzwanzig Mal trat er im Einzel zwischen 1905 und 1920 für Austraasien im Davis Cup an und gestaltete 18 Spiele siegreich; von vierzehn Doppelpartien gewann er zehn.
Im Jahr 1938 wurde er zum Ritter geschlagen. Seit 1911 war er mit der australischen Schriftstellerin Mabel Brookes verheiratet. Das Ehepaar hatte drei Töchter.
Der Pokal Norman Brookes Challenge Cup, der an den Sieger des Herreneinzels der Australian Open vergeben wird, ist nach ihm benannt.